# Sân bay quốc tế Roman Tmetuchl
Sân bay quốc tế Palau (IATA: ROR, ICAO: PTRO), cũng gọi là Sân bay Babeldaob/Koror hay Sân bay Airai, là sân bay chính của Palau. Sân bay này nằm ở phía bắc của Airai, cách Koror 6 km và cách Melekeok 25 km.
Một nghị quyết được Thượng viện Palau thông qua tháng 5 năm May 2006 đổi tên nó thành Sân bay quốc tế Roman Tmetuchl để vinh danh cố chính trị gia, nhà kinh doanh Roman Tmetuchl.

## Các hãng hàng không và các tuyến điểm
- China Airlines (Taipei-Taoyuan)
- Asiana Airlines (Seoul-Incheon)
- Belau Air (Angaur, Peleliu)
- Continental Airlines
  - Continental Airlines vận hành bởi Continental Micronesia (Guam, Manila, Yap)
  - Lanmei Airlines (Macau)
  - T'way Air (Nagoya)